# Salcomine
La salcomine est un complexe du cobalt et du salen. Ce complexe, planaire, et nombre de ses dérivés forment des complexes avec le dioxygène et peuvent servir de porteurs de dioxygène ainsi que catalyseurs d'oxydation.